# Stenolora malayana
Stenolora malayana är en insektsart som beskrevs av Zhang, Wei och Webb 2006. Stenolora malayana ingår i släktet Stenolora och familjen dvärgstritar. Inga underarter finns listade i Catalogue of Life.